# آلکس پروفیرو دی لیما
آلکس پروفیرو دی لیما (به پرتغالی: Alex Porfirio de Lima) مهاجم اهل برزیل است که در شهر الورادا و در تاریخ ۲۹ مهٔ ۱۹۸۸ به دنیا آمده‌است.
آلکس پروفیرو دی لیما در تیم‌های فوتبال São Carlos سابقهٔ حضور دارد.